# مارك كاردينال
مارك كاردينال هو لاعب اتحاد الرغبي كندي، ولد في 5 مايو 1961 في فيكتوريا في كندا.

## وصلات خارجية
- مارك كاردينال عل موقع إسبنسكروم (الإنجليزية)